# Корабель-супутник-1К № 4
«Корабель-супутник-1К № 4» (рос. Корабль-спутник-1К №4), інші назви «Восток-1К № 4», «Супутник-7-1» — радянський космічний апарат типу «Восток-1К», прототип пілотованого космічного корабля «Восток». П'ятий випробувальний запуск за програмою «Восток». Перший запуск ракети-носія «Восток».
Офіційно апарат не отримав ніякої назви, оскільки не вийшов на орбіту, але розробники його називали «Корабель-супутник-1К № 4»

## Опис
Апарат складався з агрегатного відсіку у формі з'єднаних широкими основами конуса і зрізаного конуса. До меншої основи зрізаного конуса кріпився спускний апарат. Агрегатний відсік мав довжину 2,25 м, найбільший діаметр 2,43 м і масу 2,27 т.
Спускний апарат у формі кулі діаметром 2,3 м і масою 2,46 т був вкритий теплозахистом і мав систему життєзабезпечення. Всередині у кріслі-катапульті у спеціальні капсулі розміщувались дві собаки: Жемчужинка (рос. Жемчужинка, Перлинка) і Жулька (рос. Жулька). Також всередині були телевізійна камера і наукові прилади.

## Політ
22 грудня 1960 року о 7:45:19 UTC з космодрому Байконур ракетою-носієм «Восток» було запущено космічний апарат «Корабель-супутник-1К № 4» типу «Восток-1К».
Третій ступінь, «Блок Є», вимкнувся після 432 секунд польоту, після чого спускний апарат досяг апогею 214 км і увійшов у атмосферу Землі за 3500 км від місця запуску за 70 на південь від селища Тура в Евенкійському автономному окрузі Красноярського краю РСФСР у районі з координатами 63° 42' пн. ш. 99° 50' сх. д. У випадку аварійного завершення польоту мала спрацювати система самознищення, однак цього не сталось і апарат приземлився в Сибіру. Катапульта не спрацювала, тому собаки залишались всередині і залишились живими, оскільки назовні було −45 °C, а спускний апарат був вкритий теплоізоляцією.